# Thecus

Ancien logo.

Thecus Technology Corp  est un constructeur informatique basé à Taïwan et spécialisé dans les solutions de stockage en réseau, aussi bien pour les professionnels que pour les particuliers.